# Forfarshire (navire)
Pour l’article homonyme, voir Forfarshire.

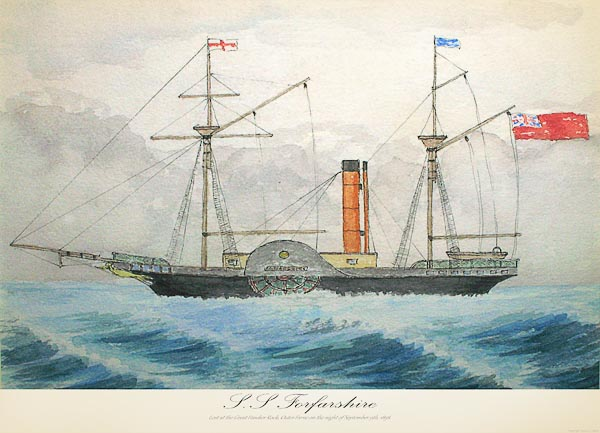
Le Forfarshire

Le Forfarshire est un bateau à roues à aubes britannique fabriqué à Dundee en 1834, et qui s'est échoué sur une des Îles Farne le 7 septembre 1838.
Neuf membres de l'équipage doivent leur salut à la gardienne de phare Grace Darling.
Il mesurait 55 mètres de long sur 7 mètres de large.

## Galerie

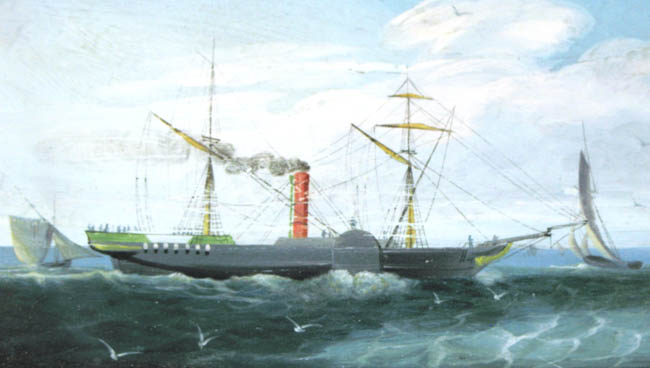
Tableau du Forfarshire (1840)
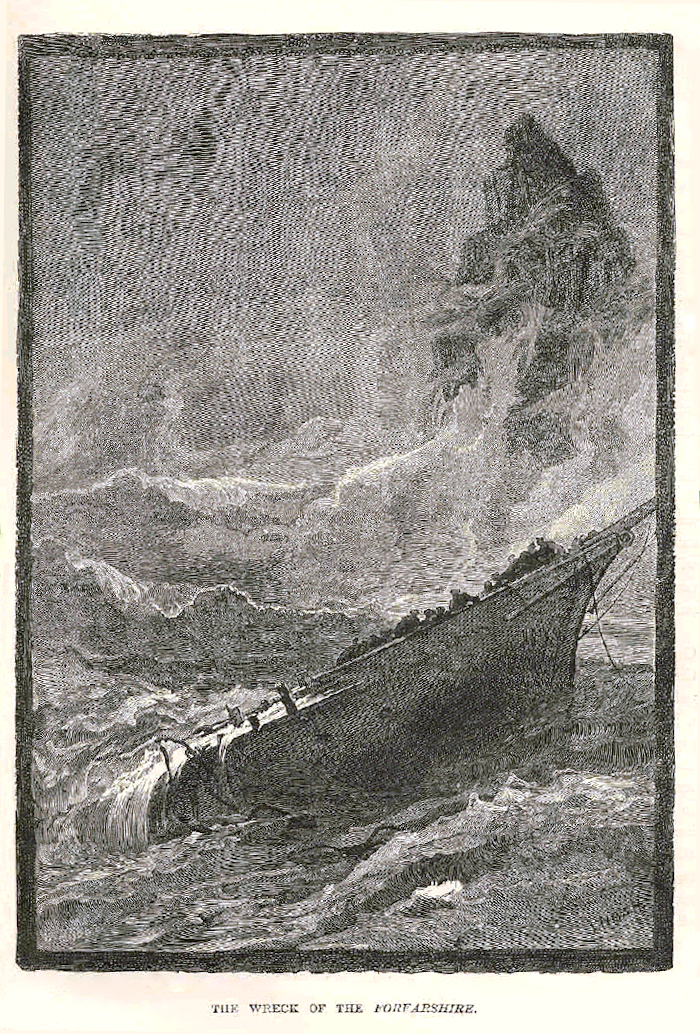
Le naufrage du Forfarshire, gravure de Frederick Whymper datant de 1883
Grace Darling et son père sauvant les marins du Forfarshire, tableau de Charles Achille D'Hardiviller